# Vanidodes
Vanidodes es una localidad española que forma parte del municipio de Magaz de Cepeda, en la provincia de León, comunidad autónoma de Castilla y León.

## Geografía

### Ubicación
| Noroeste: Ucedo                   | Norte: Porqueros | Noreste: Zacos              |
| Oeste: Rodrigatos de la Obispalía |                  | Este: Benamarías            |
| Suroeste Quintanilla de Combarros | Sur: Combarros   | Sureste: Otero de Escarpizo |

## Demografía
Evolución de la población
| Gráfica de evolución demográfica de Vanidodes entre 2000 y 2017    |
|                                                                    |
| Población de derecho (2000-2017) según el padrón municipal del INE |